# Yusnel Bacallao Alonso
Yusnel Bacallao Alonso (* 21. Juni 1988 in Colón) ist ein kubanischer Schachspieler.
Er spielte für Kuba bei zwei Schacholympiaden: 2012 und 2018.
Im Schach-Weltpokal 2017 scheiterte er in der ersten Runde an Wladimir Fedossejew.
Im Jahre 2010 wurde ihm der Titel Internationaler Meister (IM) verliehen, 2012 der Titel Großmeister (GM). Seine höchste Elo-Zahl war 2605 im Januar 2018.
| Hier fehlt eine Grafik, die leider im Moment aus technischen Gründen nicht angezeigt werden kann. Wir arbeiten daran! |